# Kellita Smith
Pour les articles homonymes, voir Smith.
Kellita Smith, née le 15 janvier 1969, à Chicago, est une actrice et mannequin américaine, surtout connue pour son rôle de Wanda McCullough (en) dans la comédie de situation The Bernie Mac Show (2001-2006).

## Biographie
Smith naît à Chicago, Illinois. Elle grandit à Oakland (Californie).
Elle travaille un temps comme mannequin, puis commence sa carrière d'actrice dans une production locale de Tell It Like It Tiz.
Sa carrière à la télévision commence alors qu'elle joue dans un épisode de In Living Color (en)

## Filmographie

### Film
| Année | Titre                            | Rôle                   | Notes         |
| ----- | -------------------------------- | ---------------------- | ------------- |
| 1994  | House Party 3 (en)               |                        | non-crédité   |
| 1995  | Crossing Guard                   | Tanya                  |               |
| 2000  | Retiring Tatiana                 | CeCe                   |               |
| 2000  | Masquerade                       | Monica                 | téléfilm      |
| 2001  | Kingdom Come                     | Bernice Talbert        |               |
| 2004  | Hair Show (film, 2004)           | Angela                 |               |
| 2005  | Fair Game                        | Cheryl                 |               |
| 2005  | Un plan béton                    | Renee King             |               |
| 2005  | La Fièvre du roller              | Vivian                 |               |
| 2007  | Three Can Play That Game (en)    | Carla                  |               |
| 2007  | Feel the Noise                   | Tanya                  |               |
| 2010  | Conspiracy X                     | Jackie Woods           |               |
| 2010  | From Cape Town with Love         | Marsha                 | court métrage |
| 2011  | She's Not Our Sister             | Vivian                 | téléfilm      |
| 2012  | Gang of Roses 2: Next Generation | Madame L               |               |
| 2013  | The Love Section                 | Pat Darden             |               |
| 2014  | Imperial Dreams                  | Tanya                  |               |
| 2014  | The Choir Director               | Anita Emerson          |               |
| 2015  | Grossesse sous surveillance      | Officier Mason         | téléfilm      |
| 2015  | Z Nation                         | Sergent Roberta Warren | téléfilm      |
| 2015  | The Preacher's Son               | Anita Emerson          |               |
| 2015  | The Man in 3B (en)               | Det. Anderson          |               |

### Télévision
| Année     | Titre                 | Rôle                      | Notes |
| --------- | --------------------- | ------------------------- | --- |
| 1993      | In Living Color (en)  |                           | épisode : Dirty Little Dick |
| 1993      | Living Single         | Susan                     | épisode : A Kiss Before Lying |
| 1994      | Cooper et nous        | Jaclyn                    | épisode : Clothes Make the Man |
| 1994–1995 | Martin                | Tracy                     | 10 épisodes |
| 1995      | Sister, Sister        | Tonya                     | 3 épisodes |
| 1996      | Les Frères Wayans     | Claire                    | épisode : Hearts and Flowers |
| 1996      | Dangerous Minds       | Dominique                 | épisode : Hair Affair |
| 1996      | Moesha                | Melba                     | épisode : Women Are from Mars, Men Are from Saturn |
| 1997      | High Incident         |                           | épisode : Remote Control |
| 1997      | Malcolm & Eddie (en)  | Danielle                  | 4 épisodes |
| 1997      | The Parent 'Hood (en) | Sheila                    | épisode : Zaria Peterson's Day Off |
| 1997–1999 | The Jamie Foxx Show   | Cherise                   | 7 épisodes |
| 1999      | The Steve Harvey Show | Ava Whitley               | épisode : Little Stevie Blunder |
| 1999      | Les Parker            | Valerie Maxwell           | épisode : And the Band Plays On |
| 2000      | For Your Love         | Sophia                    | épisode : The Special Delivery |
| 2001      | Nash Bridges          | Regina Adams              | épisode : Kill Joy |
| 2001      | New York Police Blues | Mrs. Childs               | épisode : Under Covers |
| 2001–2006 | The Bernie Mac Show   | Wanda McCullough          | 104 épisodes Nommée — NAACP Image Award for Outstanding Actress in a Comedy Series (en) (2003-2005) Nommée — NAACP Image Award for Outstanding Supporting Actress in a Comedy Series (en) (2006) Nommée — BET Comedy Award for Outstanding Lead Actress in a Comedy Series (2004-2005) |
| 2012–2013 | The First Family      | Katherine Johnson         | 36 épisodes Nommée — NAACP Image Award for Outstanding Actress in a Comedy Series (en) (2013) |
| 2014–2018 | Z Nation              | Lieutenant Roberta Warren | 61 épisodes |

## Crédits
- (en) Cet article est partiellement ou en totalité issu de l’article de Wikipédia en anglais intitulé « Kellita Smith » (voir la liste des auteurs).